# Заруддя (Конотопський район)
Зару́ддя —  село в Україні, у Кролевецькій міській громаді Конотопського району Сумської області. Населення становить 0 осіб (села фактично немає). До 2020 орган місцевого самоврядування — Камінська сільська рада.
У 2009 році Кролевецький райавтодор здійснив санкціонове зняття асфальтового покриття у зв'язку з відсутністю жителів.

## Географія
Село Заруддя знаходиться на березі річки Локня, вище за течією на відстані 2,5 км розташоване село Локня, нижче за течією на відстані 1,5 км розташоване село Морозівка. Річка в цьому місці пересихає. До села примикає кілька лісових масивів (дуб). Поруч проходить автомобільна дорога Т 1911.

## Символіка
На гербі зображені схрещені срібне кайло та золота сокира. Кайло символізує назву села (герб є напівпромовистим), а сокира - що село знаходиться в лісі. Червоний колір - Кролевецька громада, зелений трикутник - лісовий масив. Срібний та золотий кольори ще раз вказують на руди і відповідно на назву села.

## Населення

### Мова
Розподіл населення за рідною мовою за даними перепису 2001 року:
| Мова       | Кількість | Відсоток |
| ---------- | --------- | -------- |
| українська | 8         | 100%     |

## Історія
12 червня 2020 року, відповідно до розпорядження Кабінету Міністрів України № 723-р «Про визначення адміністративних центрів та затвердження територій територіальних громад Сумської області», село увійшло до складу Кролевецької міської громади.
19 липня 2020 року, в результаті адміністративно-територіальної реформи та ліквідації Кролевецького району, увійшло до складу новоутвореного Конотопського району.